# Елара (митологија)
Елара је у грчкој митологији била Орхоменова кћерка и Зевсова љубавница. Према неким ауторима, њен отац је био Минија.

## Митологија
У предањима је Титије уобичајено приказиван као гигант и пород Геје, али у Еубеји, где се налазио његов култ, повезиван је са Еларом, односно пећином где је његов култ био и успостављен, а која је добила име по њој (Еларејон). Била је Зевсова љубавница и када је затруднела са њим, сакрио ју је под земљу, како би је спасио гнева своје љубоморне супруге Хере. Она је тако родила Титија и изнела га на површину земље. Према неким изворима, она је антропоморфизација Земље, а уочљиво је и да се порођај десио у пећини, „утроби Земље“. Овај мотив је имао утицаја на приказивање рођења још неких хероја, па је тако Епафа Ио родила у пећини, а Антиопа је оставила Амфиона и Зета у пећини након што их је родила.